# Pavel Kumstát
Pavel Kumstát (* 10. července 1976 Prostějov) je bývalý český hokejový obránce.

## Hráčská kariéra
S hokejem začínal v pěti letech ve svém rodném městě v Prostějově na pozici útočníka. V mladším dorostu se zranili obránci, tak zaskočil na této pozici, ve které nakonec zůstal do konce kariéry. V patnácti letech na rok skončil s hokejem. Po výborných výkonech v juniorských soutěžích si ho vyhlídl extraligový celek HC Vítkovice, za které v ročníku 1996/97 debutoval. První sezonu v nejvyšší soutěži odehrál převážně za seniorský tým Vítkovic a pomohl jak k cestě do playoff, tak k zisku stříbrných medailí. Jako nováček zaujal vedení české reprezentace a dostal pozvánku do přípravného turnaje Izvestij 1996. V turnaji odehrál tři přípravná utkání proti Rusku, Švédsku a Finsku.
Následující ročník s klubem zopakoval postup do playoff, ale tentokrát dosáhli zisku bronzových medailí. V sezoně se mu moc nedařilo, před začátkem ročníku 1998/99 byl poslán na celou sezónu na hostování do slovenské nejvyšší soutěže, kde nastupoval za klub HK 32 Liptovský Mikuláš. Po skončení hostování se vrátil zpátky do Extraligy – dohodl se s nováčkem české nejvyšší soutěže HC Excalibur Znojemští Orli. Znojemským Orlům pomohl k jejich prvnímu postupu do extraligového playoff. V roce 2002 se vrátil zpátky do Vítkovic, v klubu setrval tři roky. Další štaci ve slovenské nejvyšší soutěži uskutečnil v roce 2005, dohodl se s klubem HC ŠKP Poprad, se kterým získal v ročníku 2005/06 stříbrné medaile. Následující ročník začínal v Popradu, v průběhu sezony přestoupil do HKm Zvolen, kde dohrál sezonu. Druhý návrat do mateřského týmu HK Jestřábi Prostějov uskutečnil v roce 2007, s týmem odehrál celou základní část, ale nezabránil k jejich sestupu do třetí ligy. V týmu byl nejstarším obráncem. Po nevydařené sezoně se opět vrátil na Slovensko, dohodl se s klubem MHk 32 Liptovský Mikuláš, kde před devíti lety hrával. Poslední sezonu v nejvyšší slovenské lize hrával za HK 36 Skalica.
Na závěrečnou část kariéry se vrátil zpátky do týmu LHK Jestřábi Prostějov. Za Jestřáby odehrál celkem tři sezony, po druhé sezoně 2012/13 nebyl již členem základní sestavy. 26. října 2013 se téměř po sedmi měsících vrátil zpět k Jestřábům kvůli marodce obránců. Kvůli zdravotním problémům se zády odehrál pouze šestnáct zápasů v základní části, do dalších zápasů již nezasáhl. Prostějov se probojoval do playoff, které vyhrál a postoupil z baráže do první ligy.

### Vážné zranění
19. března 2001 nastoupil k pátému utkání playoff za HC Excalibur Znojemští Orli proti HC Slavia Praha. Ve druhé třetině utrpěl náraz na mantinel a odebral se do kabiny. Myslel si, že má vyražený dech, takže si lehl v kabině na zem a nohy si dal nahoru. Jeho stav se nelepšil, a proto se rozhodl nezasáhnout do třetí třetiny. Bolesti v břiše pokračovaly, lékař se tedy rozhodl odvézt ho do znojemské nemocnice. Doktor po vyšetření okamžitě nařídil naléhavou operaci, při které mu zastavili vnitřní krvácení a vzali poškozenou slezinu. Kdyby šel hrát dál, krev by se rozproudila, což by nemusel přežít.

## Ocenění a úspěchy
- 2013 2.ČHL – (Východ) Nejlepší střelec na pozici obránce

## Prvenství
- Debut v ČHL - 17. září 1996 (HC Vítkovice proti HC Poldi Kladno)
- První asistence v ČHL - 3. října 1996 (HC Dukla Jihlava proti HC Vítkovice)
- První gól v ČHL - 8. října 1996 (HC Železárny Třinec proti HC Vítkovice, českému brankáři Radovanu Bieglovi)

## Klubová statistika
| Sezóna       | Klub                        | Soutěž       |     | Základní část | Základní část | Základní část | Základní část | Základní část |   | Play off | Play off | Play off | Play off | Play off |
| Sezóna       | Klub                        | Soutěž       | Z   | G             | A             | B             | TM            | Z             | G | A        | B        | TM       |          |          |
| 1996/1997    | HC Vítkovice                | ČHL          | 45  | 2             | 8             | 10            | 43            | 8             | 0 | 1        | 1        | 8        |          |          |
| 1997/1998    | HC Vítkovice                | ČHL          | 33  | 0             | 3             | 3             | 20            | 10            | 0 | 1        | 1        | 6        |          |          |
| 1998/1999    | HK 32 Liptovský Mikuláš     | SHL          | 46  | 1             | 8             | 9             | 58            | —             | — | —        | —        | —        |          |          |
| 1999/2000    | HC Excalibur Znojemští Orli | ČHL          | 49  | 3             | 5             | 8             | 113           | —             | — | —        | —        | —        |          |          |
| 2000/2001    | HC Excalibur Znojemští Orli | ČHL          | 51  | 8             | 8             | 16            | 108           | 5             | 0 | 0        | 0        | 33       |          |          |
| 2001/2002    | HC JME Znojemští Orli       | ČHL          | 50  | 5             | 10            | 15            | 72            | 7             | 2 | 0        | 2        | 6        |          |          |
| 2002/2003    | HC JME Znojemští Orli       | ČHL          | 32  | 0             | 2             | 2             | 44            | —             | — | —        | —        | —        |          |          |
| 2002/2003    | HC Vítkovice                | ČHL          | 8   | 1             | 4             | 5             | 14            | 6             | 0 | 0        | 0        | 33       |          |          |
| 2003/2004    | HC Vítkovice                | ČHL          | 37  | 1             | 6             | 7             | 30            | 6             | 0 | 0        | 0        | 37       |          |          |
| 2003/2004    | HK Jestřábi Prostějov       | 1.ČHL        | 3   | 0             | 2             | 2             | 0             | —             | — | —        | —        | —        |          |          |
| 2004/2005    | HC Vítkovice                | ČHL          | 26  | 0             | 2             | 2             | 20            | —             | — | —        | —        | —        |          |          |
| 2005/2006    | HC ŠKP Poprad               | SHL          | 43  | 2             | 4             | 6             | 40            | 15            | 0 | 1        | 1        | 26       |          |          |
| 2006/2007    | HK Aquacity ŠKP Poprad      | SHL          | 32  | 1             | 3             | 4             | 79            | —             | — | —        | —        | —        |          |          |
| 2006/2007    | HKm Zvolen                  | SHL          | 20  | 0             | 5             | 5             | 20            | 10            | 0 | 0        | 0        | 16       |          |          |
| 2007/2008    | HK Jestřábi Prostějov       | 1.ČHL        | 42  | 3             | 10            | 13            | 113           | —             | — | —        | —        | —        |          |          |
| 2008/2009    | MHk 32 Liptovský Mikuláš    | SHL          | 52  | 6             | 6             | 12            | 139           | 6             | 1 | 1        | 2        | 4        |          |          |
| 2009/2010    | MHk 32 Liptovský Mikuláš    | SHL          | 40  | 3             | 14            | 17            | 139           | —             | — | —        | —        | —        |          |          |
| 2010/2011    | HK 36 Skalica               | SHL          | 47  | 2             | 5             | 7             | 100           | 6             | 0 | 0        | 0        | 10       |          |          |
| 2011/2012    | LHK Jestřábi Prostějov      | 2.ČHL        | 40  | 7             | 16            | 23            | 66            | 10            | 1 | 1        | 2        | 12       |          |          |
| 2012/2013    | LHK Jestřábi Prostějov      | 2.ČHL        | 41  | 11            | 18            | 29            | 94            | 3             | 0 | 0        | 0        | 4        |          |          |
| 2013/2014    | LHK Jestřábi Prostějov      | 2.ČHL        | 16  | 0             | 0             | 0             | 18            | —             | — | —        | —        | —        |          |          |
| Celkem v ČHL | Celkem v ČHL                | Celkem v ČHL | 331 | 20            | 48            | 68            | 464           | 42            | 2 | 2        | 4        | 123      |          |          |

## Soukromý život
Jeho synem je tenista Jan Kumstát a mladším bratrem bývalý lední hokejista Petr Kumstát.